# South Ayrshire
A Área de Conselho (ou Council Area) de South Ayrshire (em gaélico escocês, Siorrachd Inbhir Àir a Deas), é uma das 32 novas subdivisões administrativas da Escócia e faz fronteira: com East Ayrshire a leste, Dumfries and Galloway a norte, North Ayrshire a sul e é banhado pelo Firth de Clyde a oeste.
A região foi fundada em 1996 nas exatas fronteiras do abolido distrito de Kyle and Carrick.